# كرة رأس الطاولة
كرة رأس الطاولة أو كرة الرأس هي مزيجٌ من كرة الطاولة وكرة القدم. تُعلب على طاولة كرة الطاولة العادية لذا فهي تجمع بين العناصر التقنية لكرة الطاولة والعمل البدني لكرة المضرب. في منتصف عام 2016، أقيمت بطولة العالم الحادية عشرة في كرة رأس الطاولة بمشاركة لاعبين من 12 دولة.

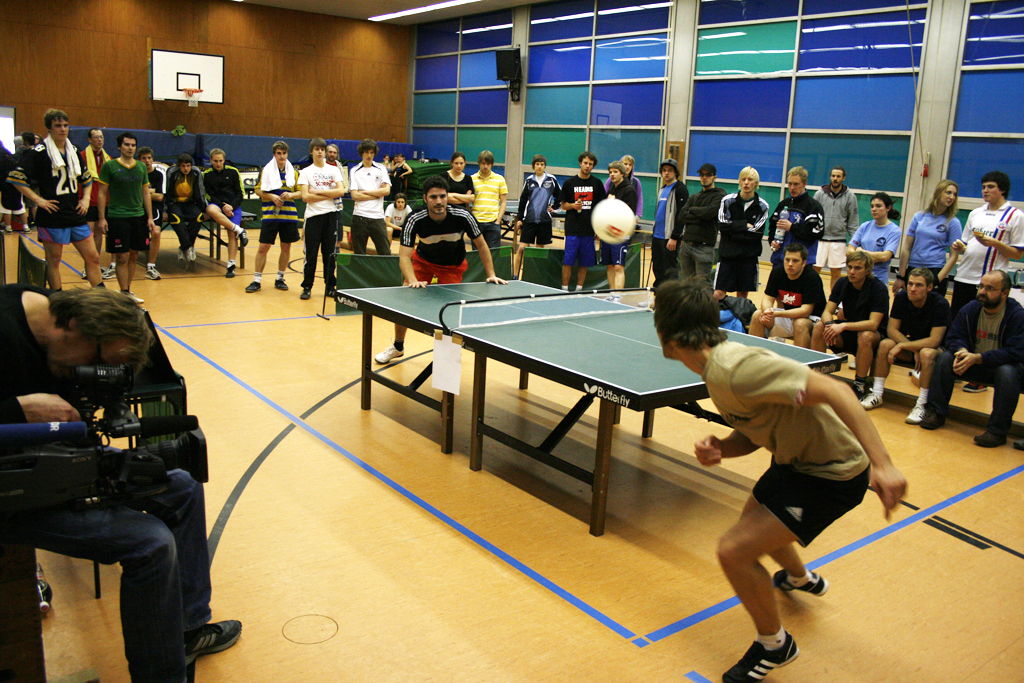
لاعبا كرة رأس الطاولة في نهائي إحدى البطولات في جوتنجن بألمانيا

## القواعد وطريقة اللعب
يلعب لاعبان على طاولة كرة الطاولة العادية ويجب أن تلامس الكرة الرأس فقط، ويمكن لمس الطاولة بأي جزء من الجسم.
تثلعب المجموعات حتى إحدى عشر (11) نقطة، مع الاستثناء الذي ينص على أنه يجب على اللاعبين الفوز بفارق نقطتين (2). يُفوز بالمبارة من فاز بمجموعتين.

## طالع المزيد
كرة قدم الطاولة